# Ernesto Belis
Ernesto Antonio Belis (1909. február 1. – ?) argentin labdarúgóhátvéd.